# St.Thomas Mount-cum-Pallavaram
St.Thomas Mount-cum-Pallavaram é uma cidade no distrito de Kancheepuram, no estado indiano de Tamil Nadu.

## Demografia
Segundo o censo de 2001,  St.Thomas Mount-cum-Pallavaram  tinha uma população de 42,459 habitantes. Os indivíduos do sexo masculino constituem 51% da população e os do sexo feminino 49%. St.Thomas Mount-cum-Pallavaram tem uma taxa de literacia de 79%, superior à média nacional de 59.5%: a literacia no sexo masculino é de 83% e no sexo feminino é de 75%. Em St.Thomas Mount-cum-Pallavaram, 11% da população está abaixo dos 6 anos de idade.